# 桂林市中山中学
桂林市中山中学，又名桂林市第九中学，创建于1937年，坐落在广西壮族自治区桂林市的漓江边，是一所历史悠久的公立中学，获得过自治区文明学校称号。现在有两个校区漓滨与城北（城北非常小但有4个年级），两个校区之间联系渐渐减弱，高中初中校区杂合。

## 学校标志

### 校徽

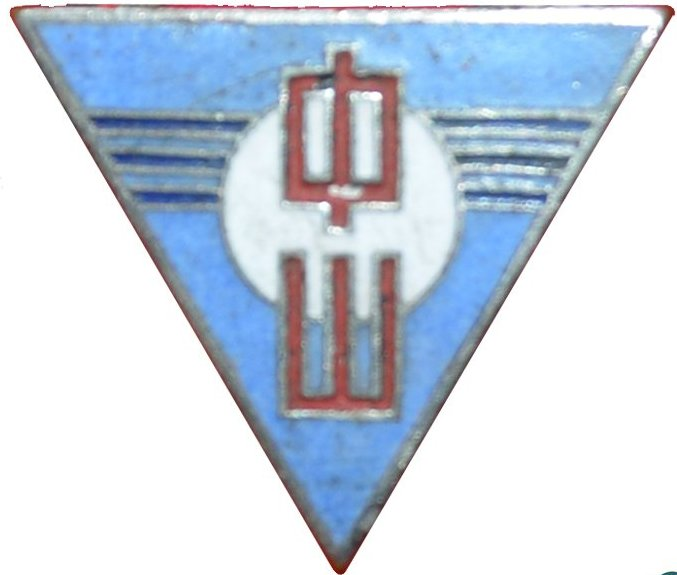
桂林市中山中学建校时使用的校徽

在1937年建校时设计使用的校徽中，三角形代表三民主义，三条杠表示临近学校的漓江，蓝底白圈则代表创办中山中学的国民党爱国人士。
1985年中山中学恢复“中山”校名时设计使用的新校徽中，字母“GL”代表桂林，原校徽的三条杠变为四条杠以突出漓江形象，“山”字增添了三颗明珠，形如王冠。

### 校歌
中山中学校歌创作于1937年，由邱昌渭作词，吴伯超和满谦子作曲。